# Ravenea moorei
Ravenea moorei là loài thực vật có hoa thuộc họ Arecaceae. Loài này được J.Dransf. & N.W.Uhl miêu tả khoa học đầu tiên năm 1986.